# Bob-Weltmeisterschaft 1966
Die 24. Bob-Weltmeisterschaft fand 1966 auf der Pista olimpica di bob in Cortina d’Ampezzo in Italien statt. Cortina war bereits zum sechsten Mal Austragungsort der Weltmeisterschaft.
Der Viererbob-Wettbewerb wurde nach dem tödlichen Unglück des Bundesdeutschen Anton Pensperger abgebrochen. Er erhielt posthum sowie seine Teammitglieder Ludwig Siebert, Helmut Wurzer und Roland Eberhart die Goldmedaille verliehen.

## Ergebnisse (Zweierbob)
29./30. Januar 1966
| Platz | Land   | Sportler                                | Zeit (min) |
| ----- | ------ | --------------------------------------- | ---------- |
| 1     | ITA II | Eugenio Monti / Sergio Siorpaes         | 5:07,52    |
| 2     | ITA I  | Gianfranco Gaspari / Leonardo Cavallini | 5:10,09    |
| 3     | GBR    | Anthony Nash / Robin Dixon              | 5:12,75    |
| 4     | FRG I  | Anton Pensperger / Ludwig Siebert       | 5:15,12    |
| 5     | ROU I  | Ion Panțuru / Nicolae Neagoe            | 5:15,33    |
| 6     | AUT    | Erwin Thaler / Reinhold Durnthaler      | 5:16,05    |
| 0 …   |        |                                         |            |

## Medaillenspiegel
| Platz | Land           | Gold | Silber | Bronze | Gesamt |
| ----- | -------------- | ---- | ------ | ------ | ------ |
| 1     | Italien        | 1    | 1      | 0      | 2      |
| 2     | BR Deutschland | 1    | 0      | 0      | 1      |
| 3     | Großbritannien | 0    | 0      | 1      | 1      |